# Edward Sapir
(Edward Sapir)
Edward Sapir (Lębork, 26 gennaio 1884 – New Haven, 4 febbraio 1939) è stato un linguista, etnologo e antropologo statunitense.
Fu grande luminare della linguistica strutturale americana e teorizzatore dell'Ipotesi di Sapir-Whorf. Fu discepolo di Franz Boas e maestro di Benjamin Lee Whorf.
Sapir è considerato uno dei più grandi linguisti del XX secolo.

## Biografia
Polacco, figlio di un rabbino ebreo ortodosso, giunse negli Stati Uniti nel 1889, all'età di cinque anni. Inizialmente insegnò alla Università della California e alla Università della Pennsylvania. In seguito, tra il 1910 e il 1925 fu a capo del dipartimento di antropologia del museo nazionale canadese.
Sapir insegnò antropologia prima all'Università di Chicago (1925–1931), poi linguistica etnica all'Università di Yale, dove rimase fino alla morte.
Fu uno dei primi a compiere ricerche sulle relazioni tra lo studio delle lingue e l'antropologia. 

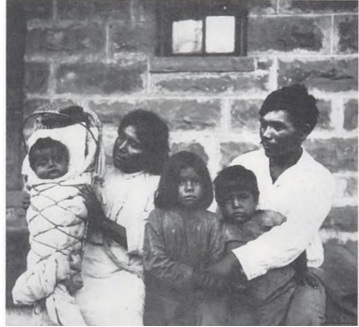
Tony Tillohash (con la famiglia), una collaboratrice di Edward Sapir per la descrizione della lingua dei Paiute del sud

Sapir propose nel 1921 una singolare teoria, nella quale supponeva che la lingua influenzasse il pensiero delle persone. Le sue idee furono poi riprese da Whorf e rielaborate e sono oggi note come Ipotesi di Sapir-Whorf. Anche lui allievo di Boas, studiò le lingue dei Nativi Americani e osservò che i tratti culturali non si diffondono uniformemente in tutte le direzioni dal centro di irradiazione con un unico ritmo. Criticò il diffusionismo tedesco, stabilendo così l'impossibilità di tracciare carte areali della diffusione dei tratti culturali. Si sforzò di esporre i principi secondo cui si può ricostruire la storia della cultura grazie allo studio della distribuzione locale di differenti elementi culturali.

## Opere
- Language: an Introduction to the Study of Speech, 1921, trad. Il linguaggio. Introduzione alla linguistica, a cura di Paolo Valesio, Torino: Einaudi, 1969
- The Function of an International Auxiliary Language, 1925 cfr.
- Totality, 1930
- Language, Culture and Personality, 1949, trad. Cultura, linguaggio e personalità, a cura di David G. Mandelbaum, nota introduttiva di Giulio C. Lepschy, Torino: Einaudi, 1972
- Linguaggio e Relatività. Edward Sapir - Benjamin Lee Whorf. A cura di Marco Carassai ed Enrico Crucianelli. Roma: Castelvecchi 2017.